# Endobronchial
Der medizinische Begriff endobronchial (e. b.) bedeutet wörtlich „in den Bronchus“, „im Lumen des Bronchus“. Oft wird er zur Beschreibung einer Applikationsform von Medikamenten benutzt. Darunter versteht man die Gabe von Medikamenten über einen Tubus nach einer endotrachealen Intubation. In der Notfallmedizin wurden z. B. Adrenalin (erstmals beschrieben 1967) sowie Lidocain und Atropin im Rahmen einer Reanimation endobronchial verabreicht, wenn noch kein venöser Zugang vorhanden war. Dabei wird im Vergleich zur intravenösen Gabe (mindestens) die zwei- bis dreifache Menge verabreicht, die zudem mit Kochsalzlösung verdünnt wird.
Der Vorteil der (etwa im Rahmen von Reanimationen) heute nicht mehr empfohlenen Methode ist eine einfache und schnelle Applikation der Substanzen. Als Nachteil kann eine unsichere und unregelmäßige Verteilung und Resorption der Medikamente in der Lunge gelten. Aus diesem Grund wird in den Reanimationsrichtlinien des European Resuscitation Council von 2005 die intravenöse (oder intraossäre) Gabe von Medikamenten der nicht mehr empfohlenen endobronchialen Gabe vorgezogen.